# DisneyToon Studios
DisneyToon Studios – amerykańska wytwórnia filmowa produkująca telewizyjne filmy animowane dla wytwórni Walt Disney Pictures. Studio założone zostało w 2003 roku poprzez przekształcenie działającego od 1988 Walt Disney Animation Australia.

## Produkcja
- Kacze opowieści. Poszukiwacze zaginionej lampy (1990)
- Goofy na wakacjach (1995)
- Doug Zabawny (1999)
- Tygrys i przyjaciele (2000)
- Wakacje. Żegnaj szkoło (2001)
- Piotruś Pan: Wielki powrót (2002)
- Księga dżungli 2 (2003)
- Prosiaczek i przyjaciele (2003)
- Pupilek (2004)
- Kubuś i Hefalumpy (2005)
- Bambi II (2006)
- Samoloty (2013)
- Samoloty 2 (2014)